# 鞄

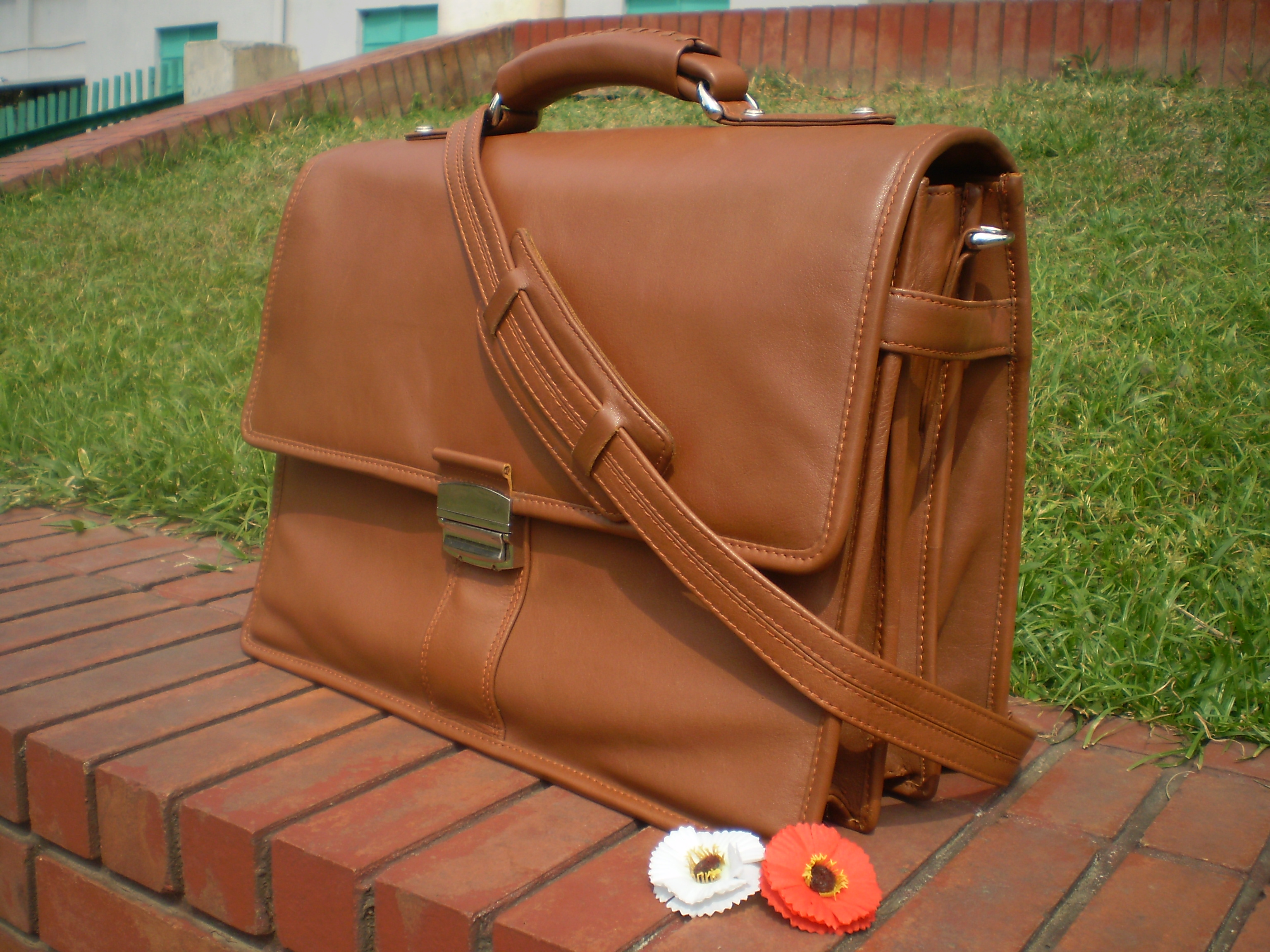
男性用レザーバッグ（手持ちでも肩掛けでも使えるタイプ）

鞄（かばん、英: bag バッグ）は、何かを入れて、閉じてそれを保持したり保管したり運んだりできる、（通常は柔らかな）もの入れのこと。しなやかな素材でできた入れもので、上側に開口部があり、何かを運ぶために使うもの。1人の人間が持ち運んだり、あるいは動かしたりすることのできる範囲の、（概して丈夫な材料でできた）洋風の物入れのこと。ひらがなやカタカナで「かばん」・「カバン」と表記することもあるほか、英語からの借用語として「バッグ」と言ったりカタカナ表記することもある。

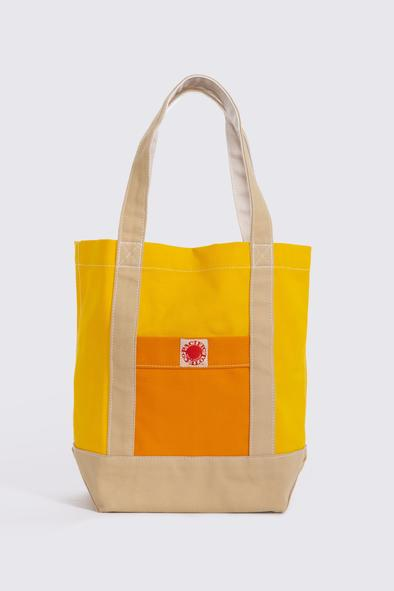
現代のバッグの一例、トートバッグ。布製。比較的簡単に手作りすることができる。

以下の説明では「鞄」「かばん」「バッグ」のいずれも使う。

## 概要
鞄は、基本的には、何かを入れて運ぶための、ひとりで持てる程度の大きさの入れ物である。たいていはそれなりにしなやかな素材でできており、上側に開口部がある。
主となる袋状の収納空間以外にポケットや間仕切りを用いて、整頓し易さや取り出しやすさを工夫してあることが多いが、ポケットや間仕切りが一切無い鞄もある。
大きさも、用途などによってさまざまである。→#鞄の分類・種類
素材は、伝統的には革や布である。20世紀後半以降人工的な素材が用いられることも増えた。→#素材
男性用のバッグ

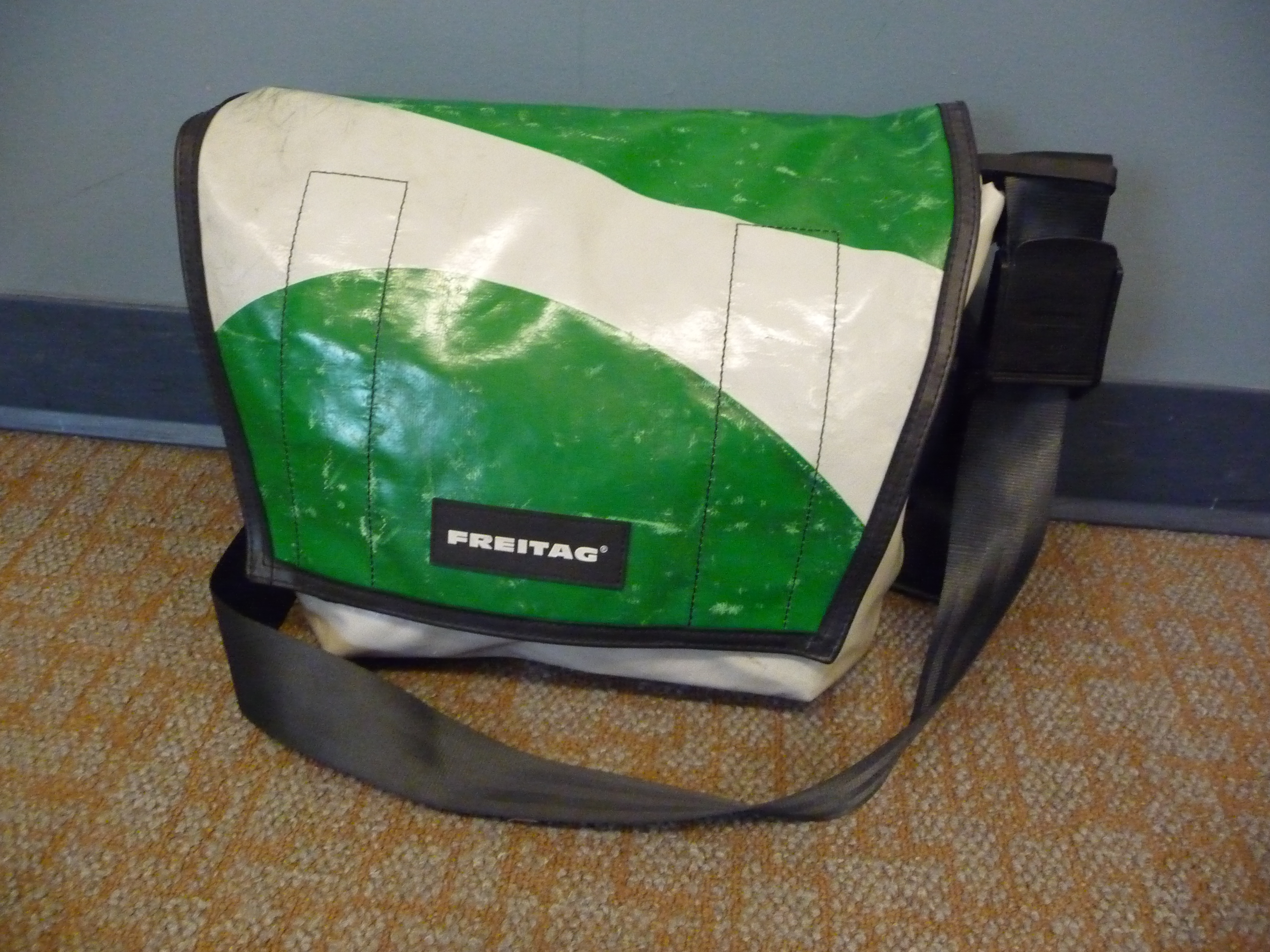
メッセンジャーバッグ（自転車やオートバイに乗る時に便利）
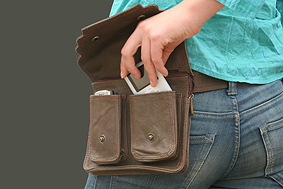
ヒップバッグ（素材：牛革）

女性用のバッグ

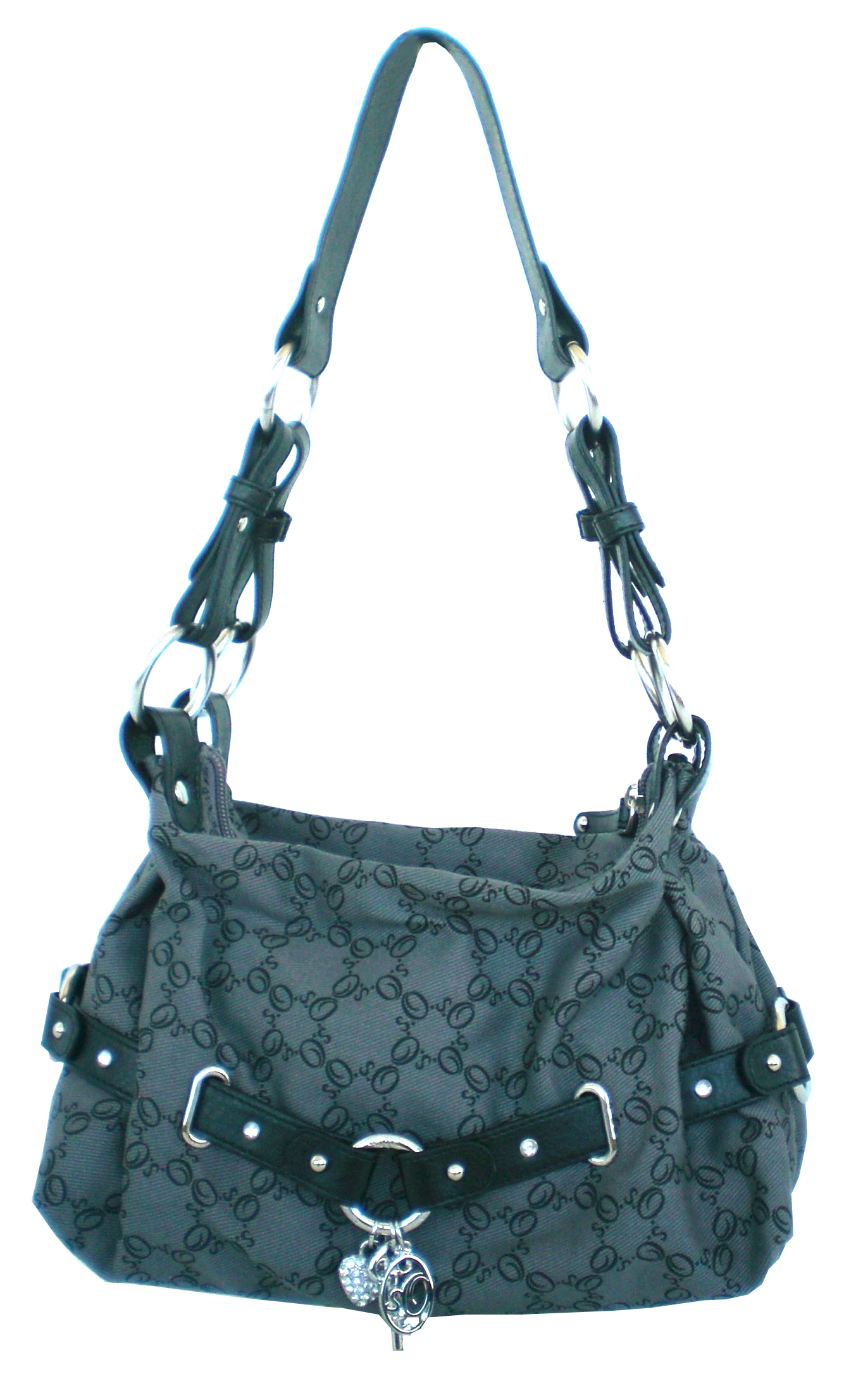
女性用ショルダーバッグの一例
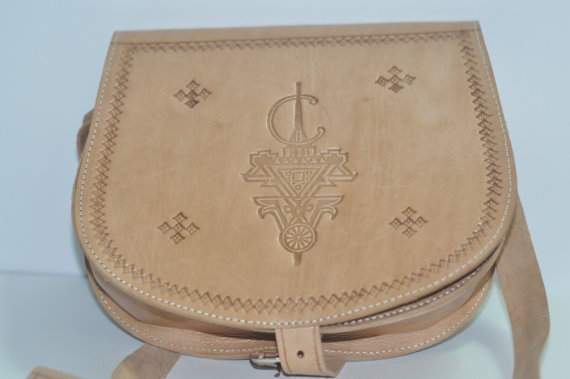
本革製、モロッコ製
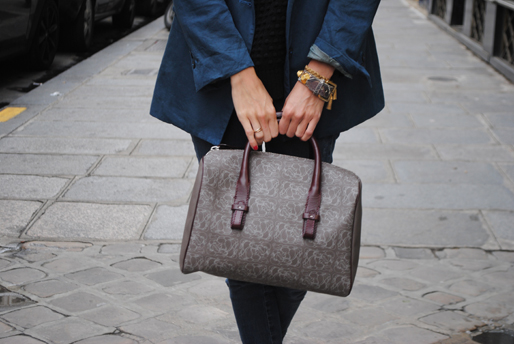
素材に印刷布をつかったバッグ
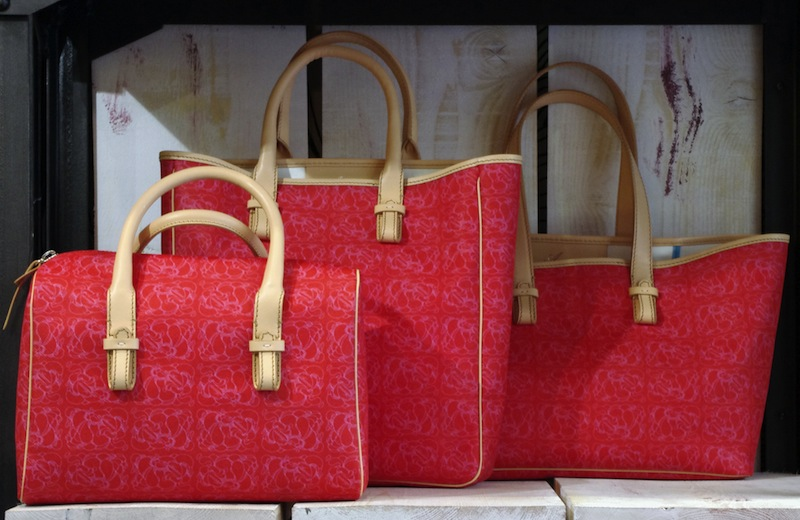
同一素材でいくつかの形を展開する例

## 歴史
古代エジプトや古代ギリシアにはすでにカバンがあったという。下に写真を挙げる。
古代に全く言及せずいきなり中世から説明を始め、「鞄、つまり携帯用の、物を入れるための袋類が歴史上に明らかに登場するのは、中世のなかばに、サラセン風を取り入れて登場するオモニエール（fr:Aumônière）という腰帯につるす袋であり、これが袋物や鞄のいわば原型となった。またポシェット（fr:pochette）なども鞄の元型の一種と見なされており、こちらはもともとは十字軍遠征の影響で使われたものであった」と説明する百科事典もある。オモニエールは18世紀までさかんに使われ、19世紀に入ってからは、それまでの素材の皮革やカンバス地に加えて、ズックなどが登場し素材が多様化してゆき、各種の鞄類に分化していった。

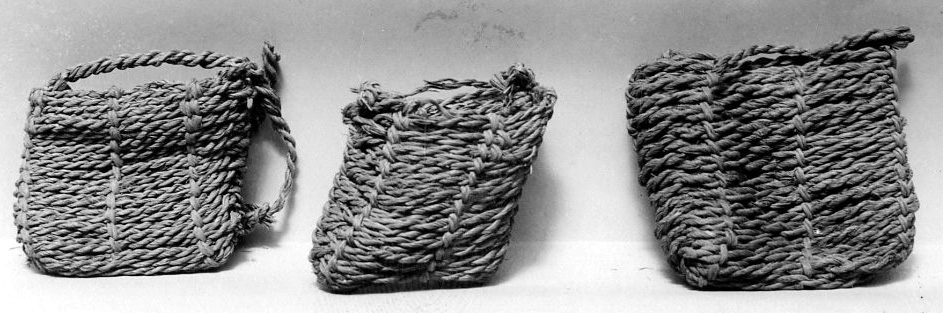
古代エジプト、おそらくパニアバッグ（エジプト中王国、紀元前2030–1640年頃）
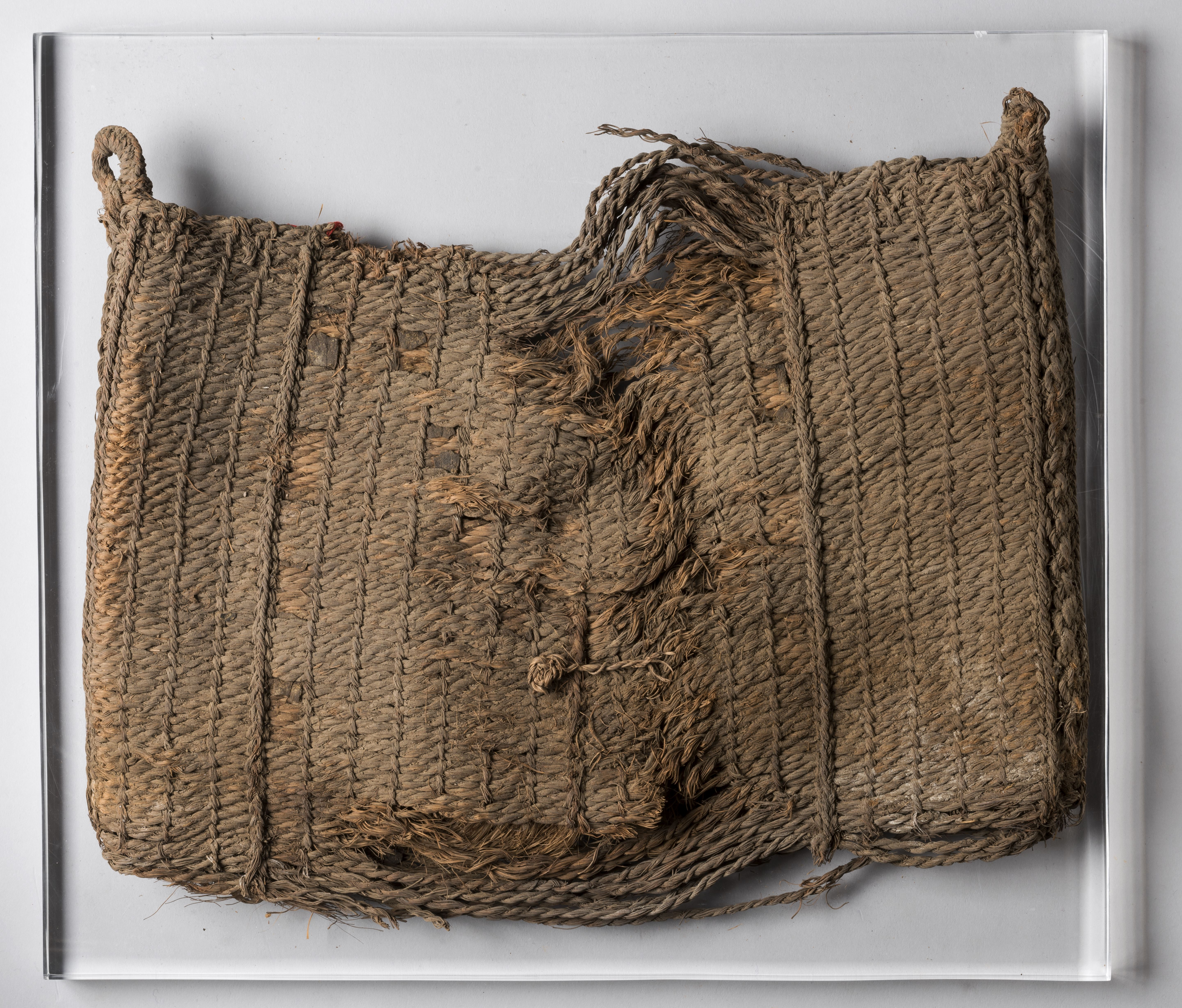
古代エジプトのカバン（植物繊維、エジプト新王国、紀元前1539-1076年頃）
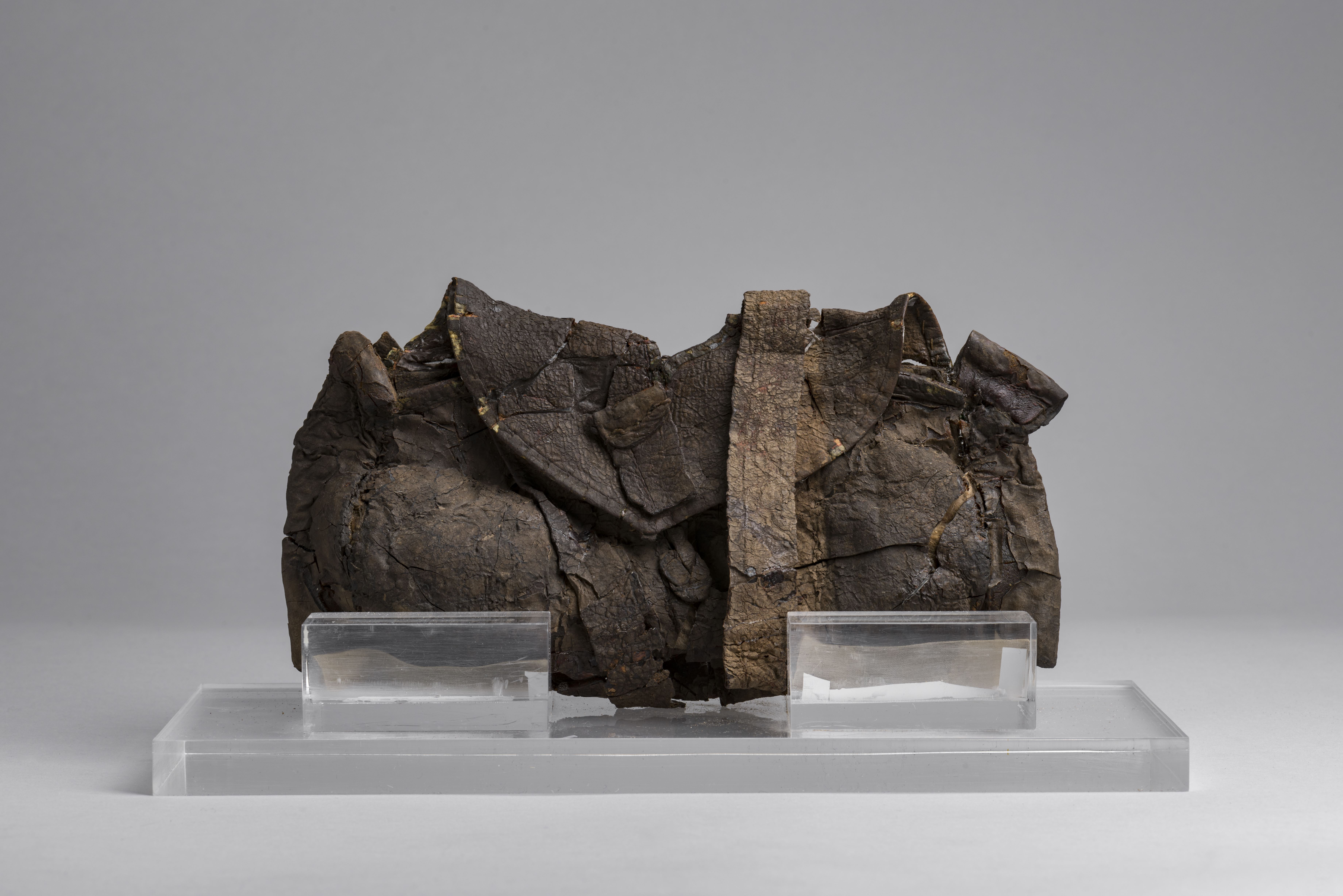
古代エジプトのカバン（革製、エジプト新王国、紀元前1425-1353年頃）
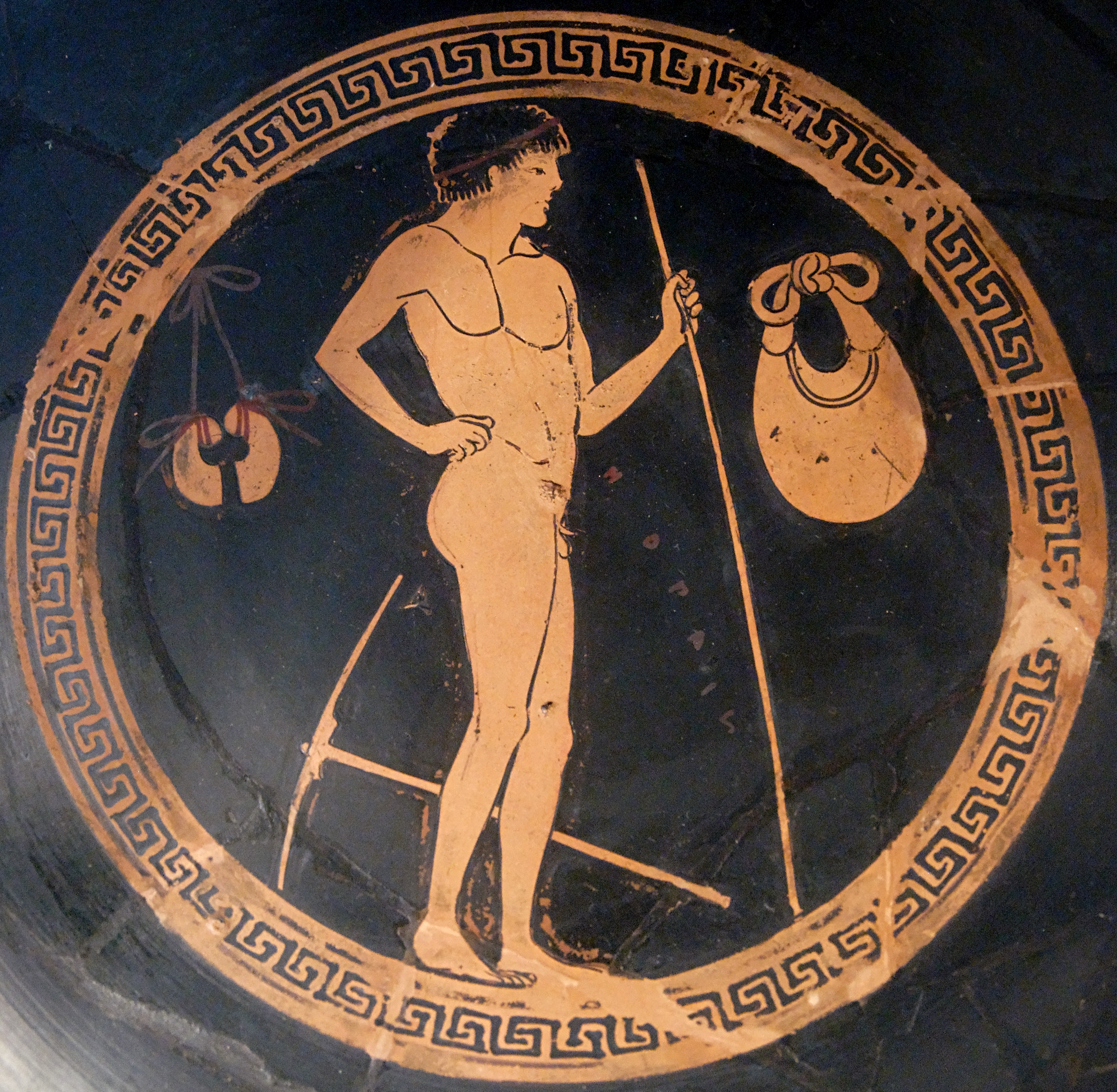
古代ギリシア、槍を持つ青年の前の壁にかけられたバッグ（紀元前490年頃）
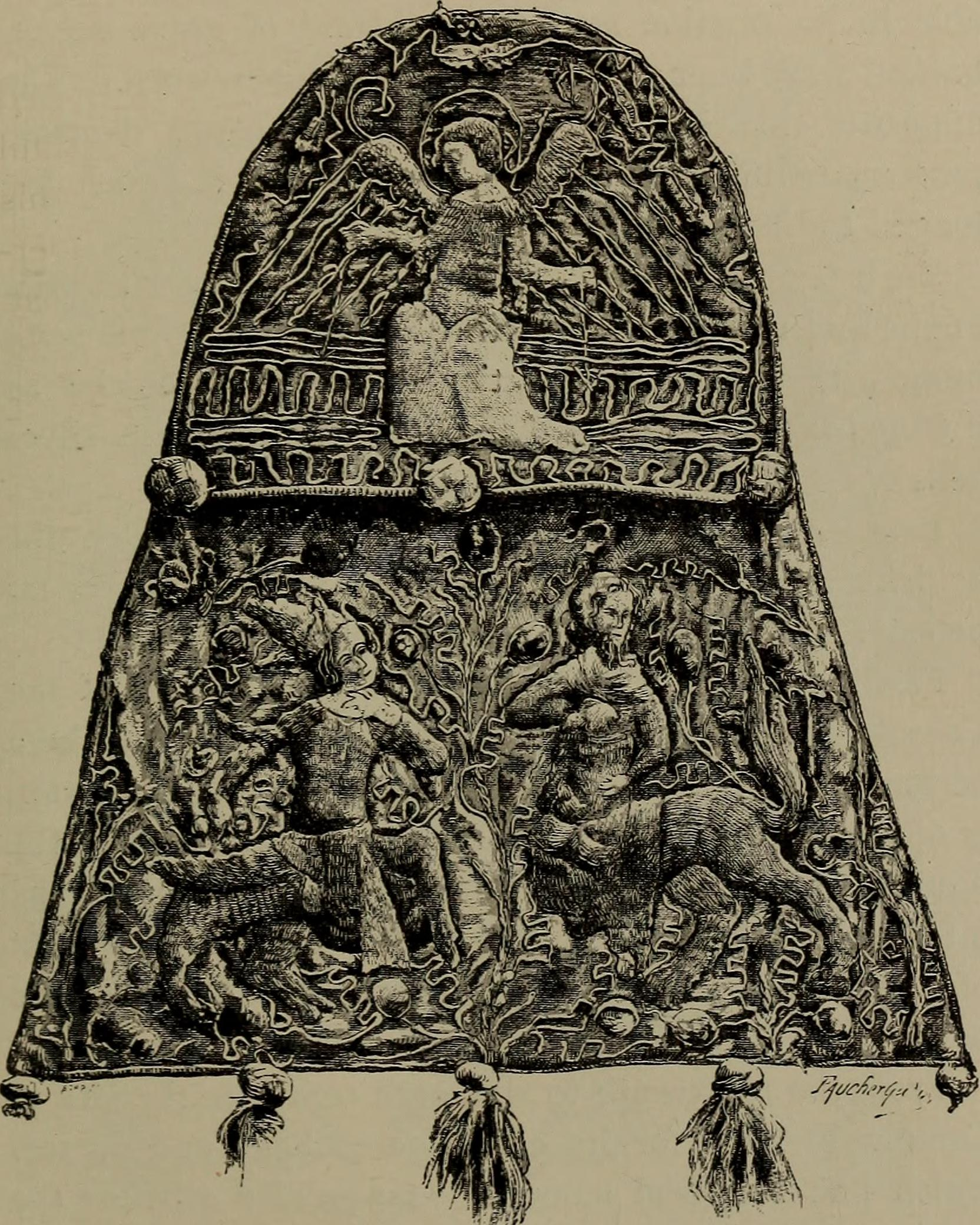
オモニエールの例（13世紀のもの）

## 鞄の分類・種類
（それぞれ五十音順）

### 保持のしかたによる分類
#歴史の節を読めば分かるように、鞄の原型はポシェットのように肩にかけるものや、腰帯につけるものであったので、まずそちらから挙げ、その後に登場した手で持つものを最後に挙げる。

#### 長いストラップで肩や首にかけるもの
ショルダーバッグ（英: shoulder bag）
肩にかけるための長いストラップがついたバッグ。たすきがけで使うものと、片方の肩にちょんとかけるものがある。総称的に使える用語。
サッチェル（英satchel）
イギリスの伝統的な学生カバンであり、教科書・教材・ノート類を入れるのに使い、ストラップで斜めがけする。
ポシェット（仏：pochette）
小さく、肩紐が長い、たすきがけ用のバッグ。小さいながらマチ（襠）がある。小物を入れるのに使う。装飾性を兼ね備えており、ファッションアイテムとして広く女性に好まれる。
サコッシュ（仏：sacoche）
元来は乗馬用のサドルバッグを指す。日本でサコッシュとして普及しているものは、自転車競技から生まれた、たすきがけの小さなタイプで、サドルバッグやポシェットのようなマチもない。補給食などの携行に用いられ、バイクライドが含まれるトライアスロンなどでも使われる。
メッセンジャーバッグ
たすきがけで使う。移動する時は背中側に背負うようにすれば邪魔にならず、中のものを出す時はストラップをすべらせて腹側にすれば簡単に取り出せて便利。容量も大きい。

頭陀袋（ずだぶくろ）
もともとは仏教の僧侶が用いていた、首からさげる鞄。使用時のかけかたが若干異なるだけで、ショルダーバッグと構造は同じ。和服で托鉢を行う際は首にかけて前側で使うが、最近では寺の僧侶も普段着（洋服）の時は、これを普通のショルダーバッグのようにたすきがけで使う。

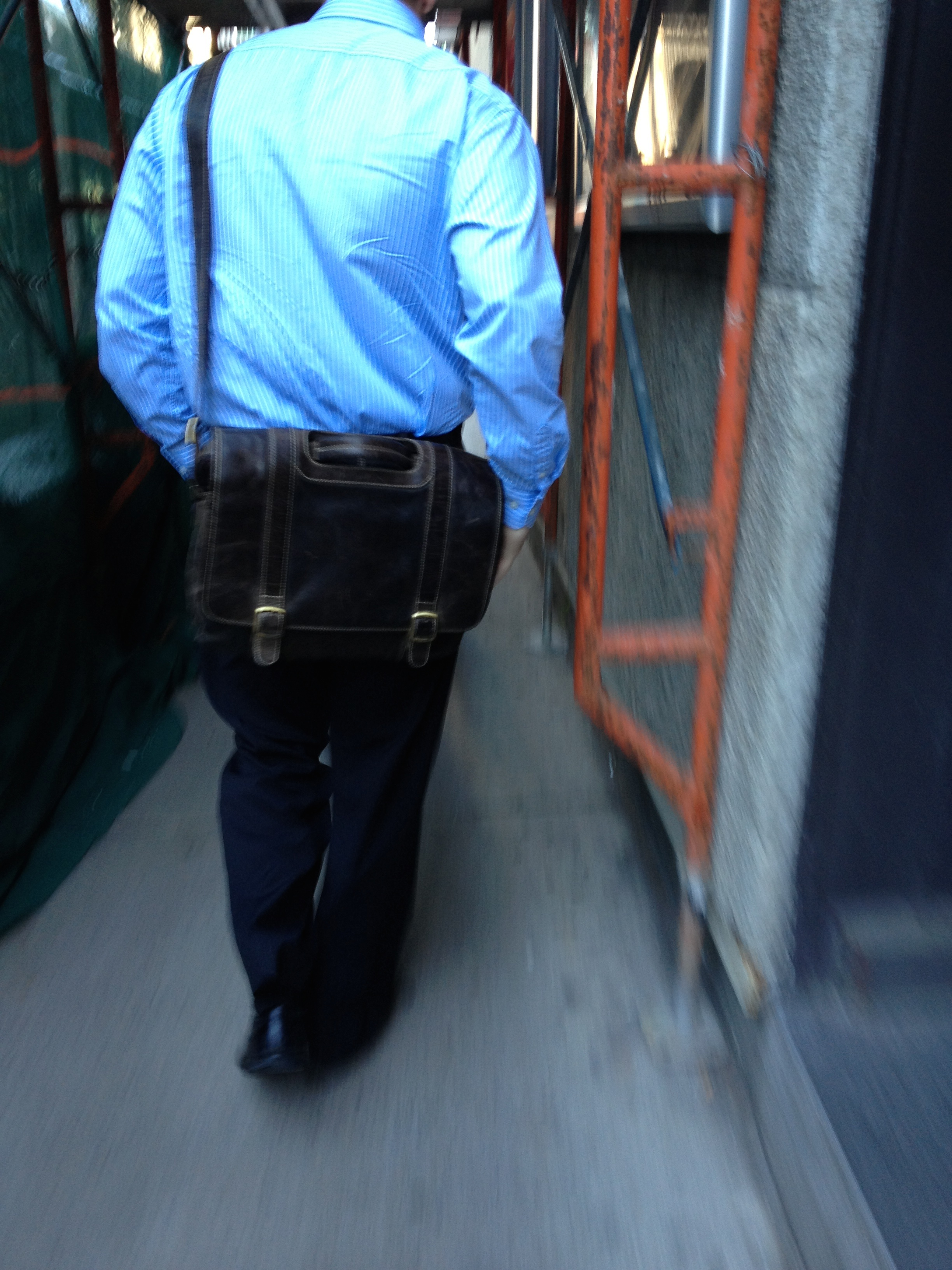
サッチェル。イギリスの学生カバン。
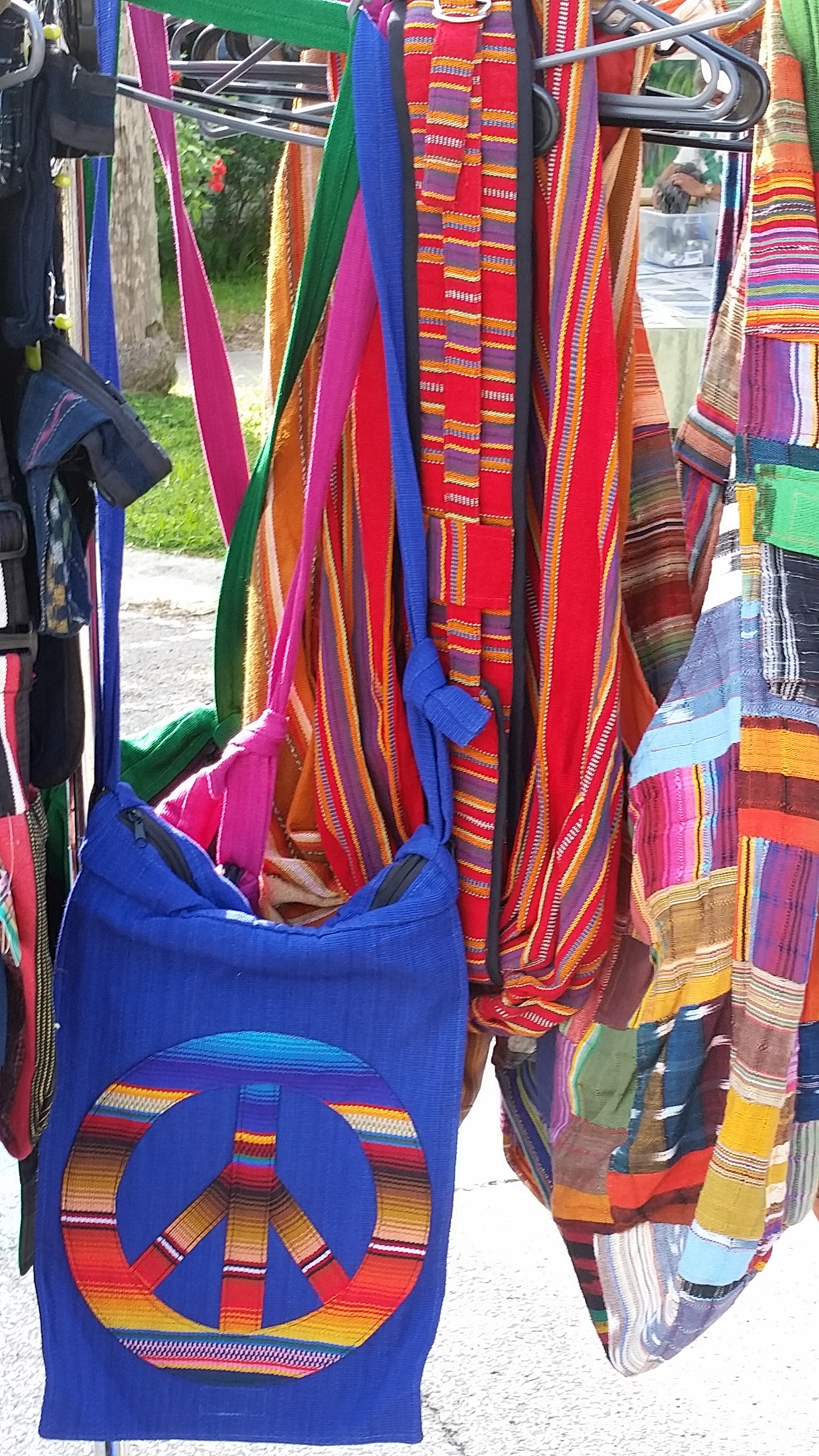
現代のカラフルな布製ショルダーバッグ。形はかばんの原型とほぼ同じで、伝統的な形を保っているタイプ。
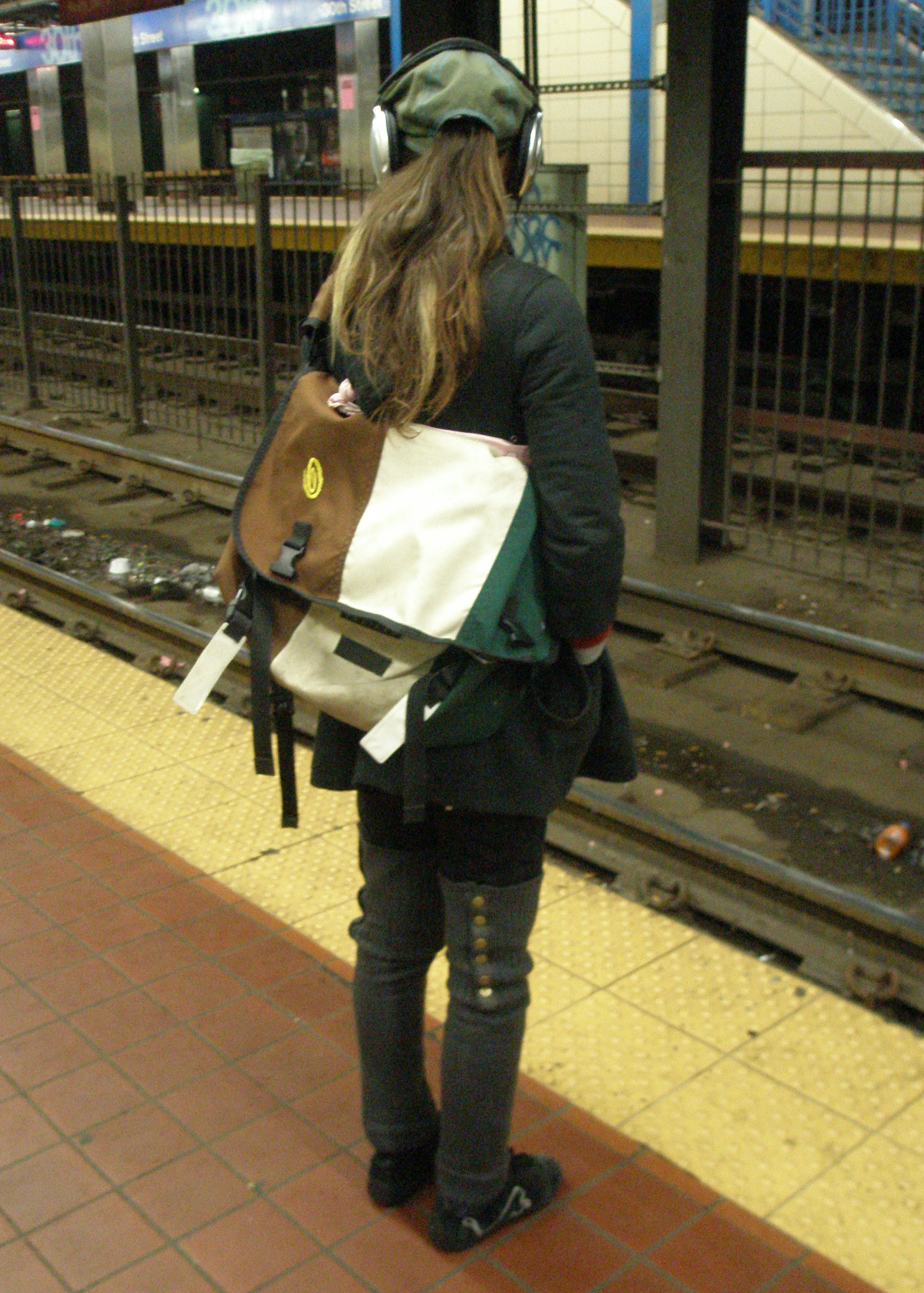
メッセンジャーバッグを斜めがけして背中側にし、電車で移動する女性。

#### 腰につけるもの
ウェストバッグ
胴部分に巻きつけるベルト付きバッグ。容量は小さいが、両手が空き、つけたまま出し入れできるので機能性が高い。収納物が増えるとバッグ部分を中心に下がってくる。
ベルトポーチ
ベルトに通して使う小型の鞄。ウェストバッグと同様、機能性が高い。警備員が使用する「キーバッグ」もこの一種。

#### 背負うもの
ランドセル
背負う、革製の鞄。本来は日本の学童用だが、最近は欧米で大人の女性が日常的に使うことも流行している。
リュック（リュックサック）
背負いカバン。

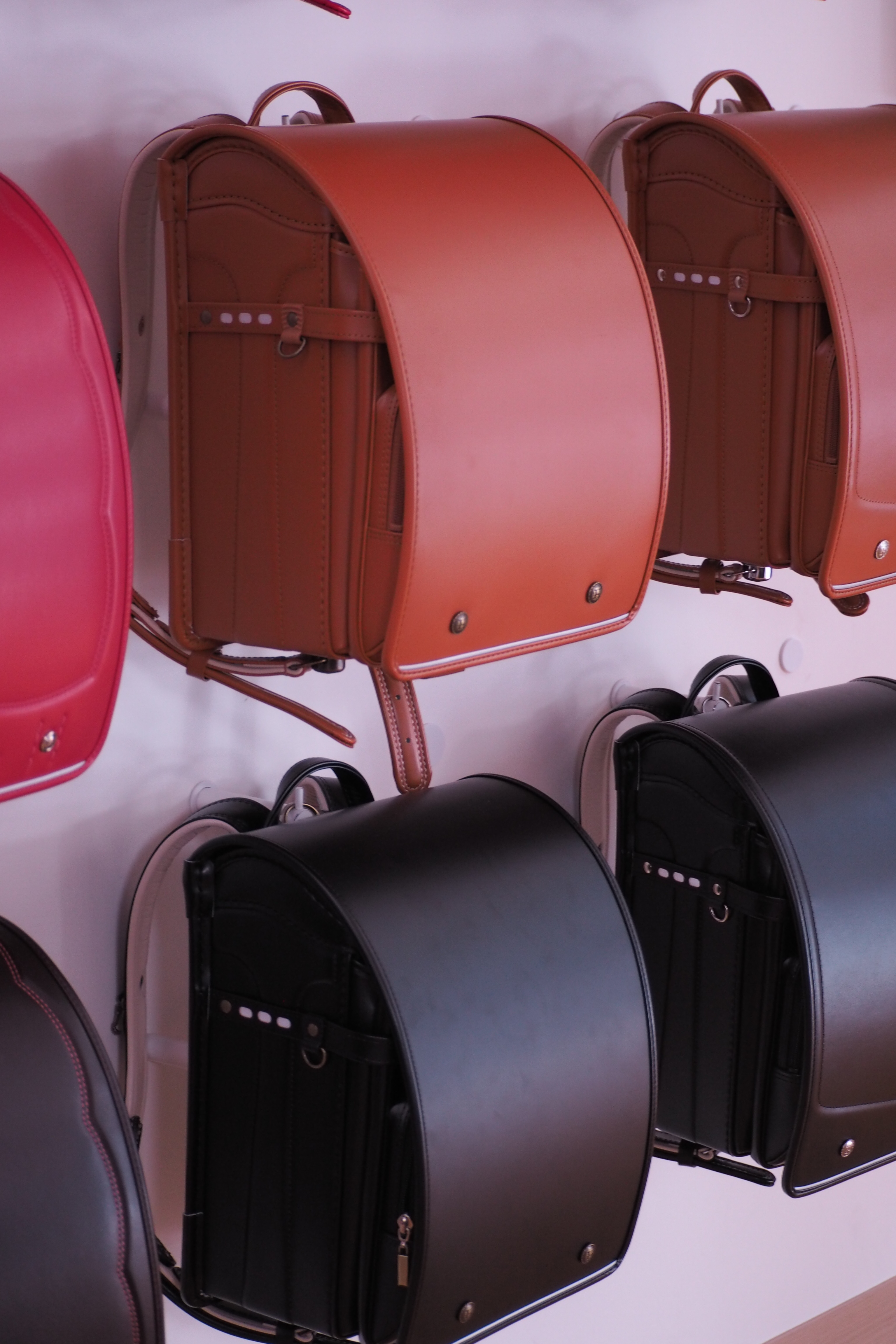
ランドセル
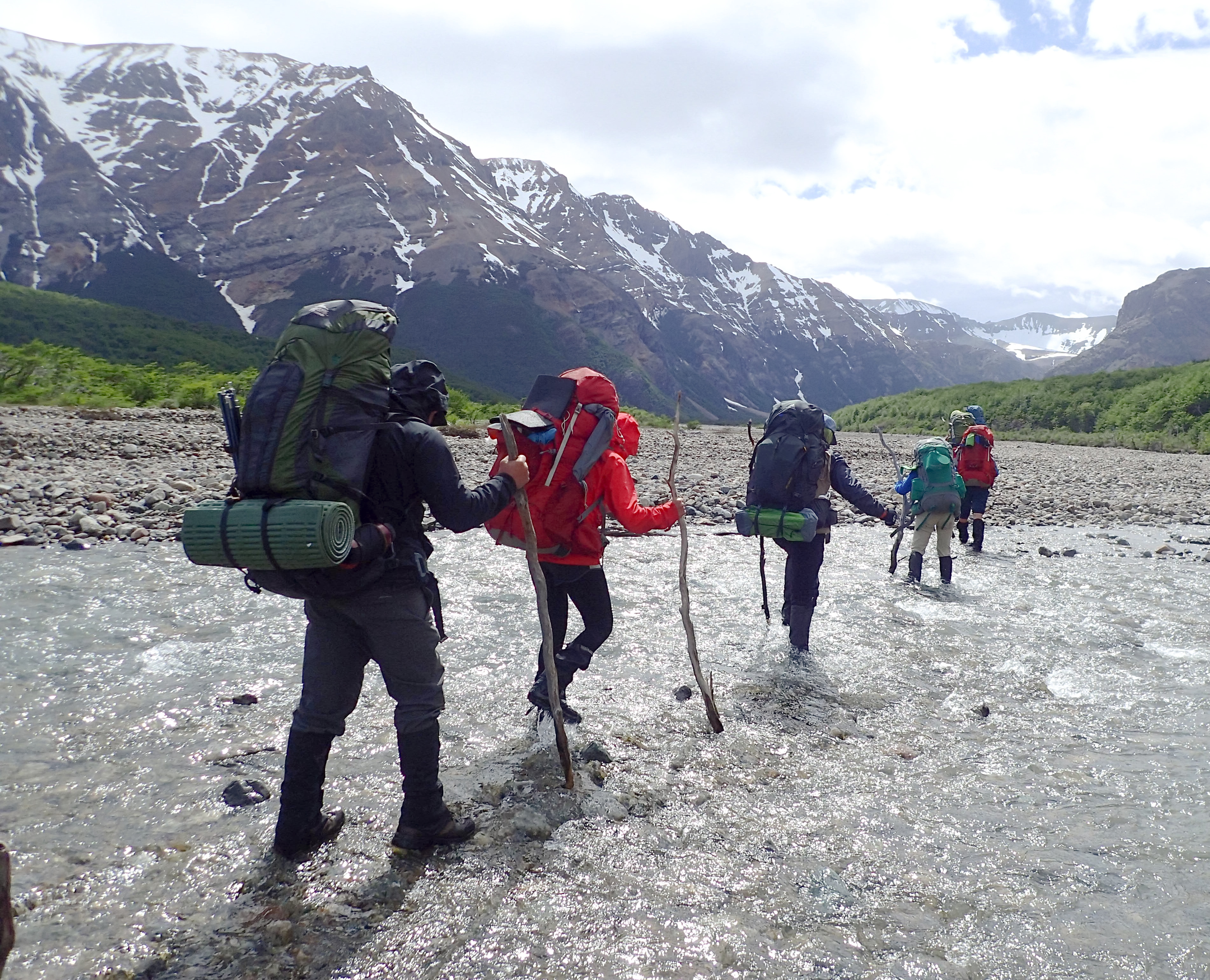
本格的なアウトドア活動や登山用のバックパック
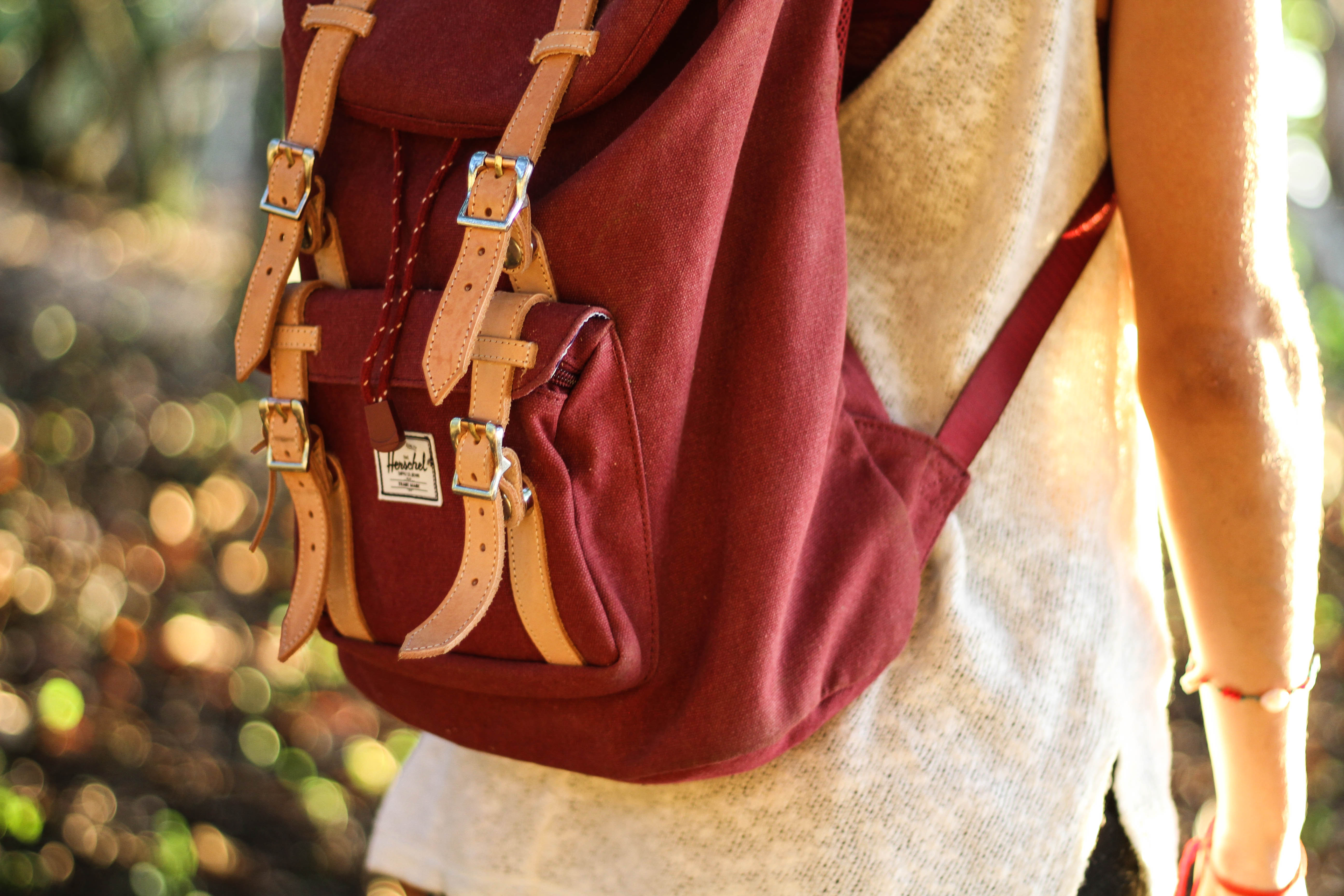
女性向きのおしゃれなリュック

#### 手に持つもの
ガーメントバッグ
スーツ（ジャケットとスラックス、上下）を入れて半分に折りたたみ携行できるようにした鞄。
抱鞄（かかえかばん）
ビジネス用途で書類入れとして用いられた鞄。抱えて持つことが多かったが、日本では大正時代半ばから手提げ式が多くなり、学生鞄としても広く用いられていたが、現在では学生用としては衰退気味である（ごく一部の中学生、高校生が用いているのみ）。
キャリーバッグ（英：Carrier bag）
持ち運びに用いる小型から中型の鞄。手に持つタイプや肩に掛けるタイプなど、いろいろな形がある。紙またはプラスチック製の買物袋。
クラッチバッグ
肩ひものついていない小型のハンドバッグ。
ケリーバッグ
女性用ハンドバッグの一種。元祖はエルメスの旧「サック・ア・クロア」。
セカンドバッグ
手で抱えて持つ小型の鞄。従来は大型の鞄の中に入れて用いられていた。
トートバッグ
四角い形状をしていて持ち手が2本ある鞄。多用途で用いられる。主に鞄上部（天）のみが開口部となっている場合が多い。薄手のものは折り畳んで小袋に入れ携帯できる。近年、レジ袋削減及び環境保護のための「マイバッグ」として注目されている。
ドラムバッグ
ドラム状をしている鞄。ロールボストンともいう。
トロリーバッグ'（Trolley case）
キャスター付きで、鞄に付属する取っ手の出し入れができる、主に旅行用の鞄。トローリーケースとも呼ばれている。

ブリーフケース(brief case)
書類を入れるためのかばん。あくまで少量の書類を入れるためのかばんであり、非常に薄く、入れられるのはせいぜいハードカバー本1冊分程度の厚みのものまで。かつて大使館員、特に書記官や駐在武官（フランス語で「アタッシェ」、attaché）が書類を携帯するのに使用していたことから「アタッシェケース」とも。そのフランス語が英語に入りアクサンテギュの取れたattache（英語では訛（なま）って「アタッシュ」と発音）を日本語で取り入れる場合もあり、日本語ではどちらの表記も用いられる。
フレームトップケース（frame top case）
イギリスでは「トップフレームブリーフケース」とも。アメリカでは「ドクターズバッグ」「ロイヤーズバッグ」、日本では「ダレスバッグ」とも。
イギリスの呼び方は素直に鞄の構造をもとに呼んでいる。鞄の上側開口部が口金構造であることから。口金式のブリーフケースで、マチ幅の広いものをこう呼ぶ。素材は硬くて厚い牛革が用いられることが多い。アメリカでは携行品の多い医師がこれを多用することからドクターズバッグ（Medical bag）、あるいは多数の書類を持ち歩く弁護士が多用することからローヤーズバッグ（Lawyer's bag）といわれる。日本の鞄専門店がアメリカのダレス特使が愛用していたことから自社製品に勝手にこの愛称をつけた（あくまで愛称である）。かつては堅牢かつ容量自在な鞄として普及していたが、ナイロン製の軽量鞄に普及に押され気味である。Mr.ビーンも使用している。
ポーチ（pouch）
小物を入れる小型の鞄。英語でパウチ。
ボストンバッグ（Boston bag）
底が長方形。ボストン大学の学生達に愛用されていたことからこの名がある。日本では大正末から製造されるが、昭和初期からファスナー式が中心となる。マジソンバッグが有名。

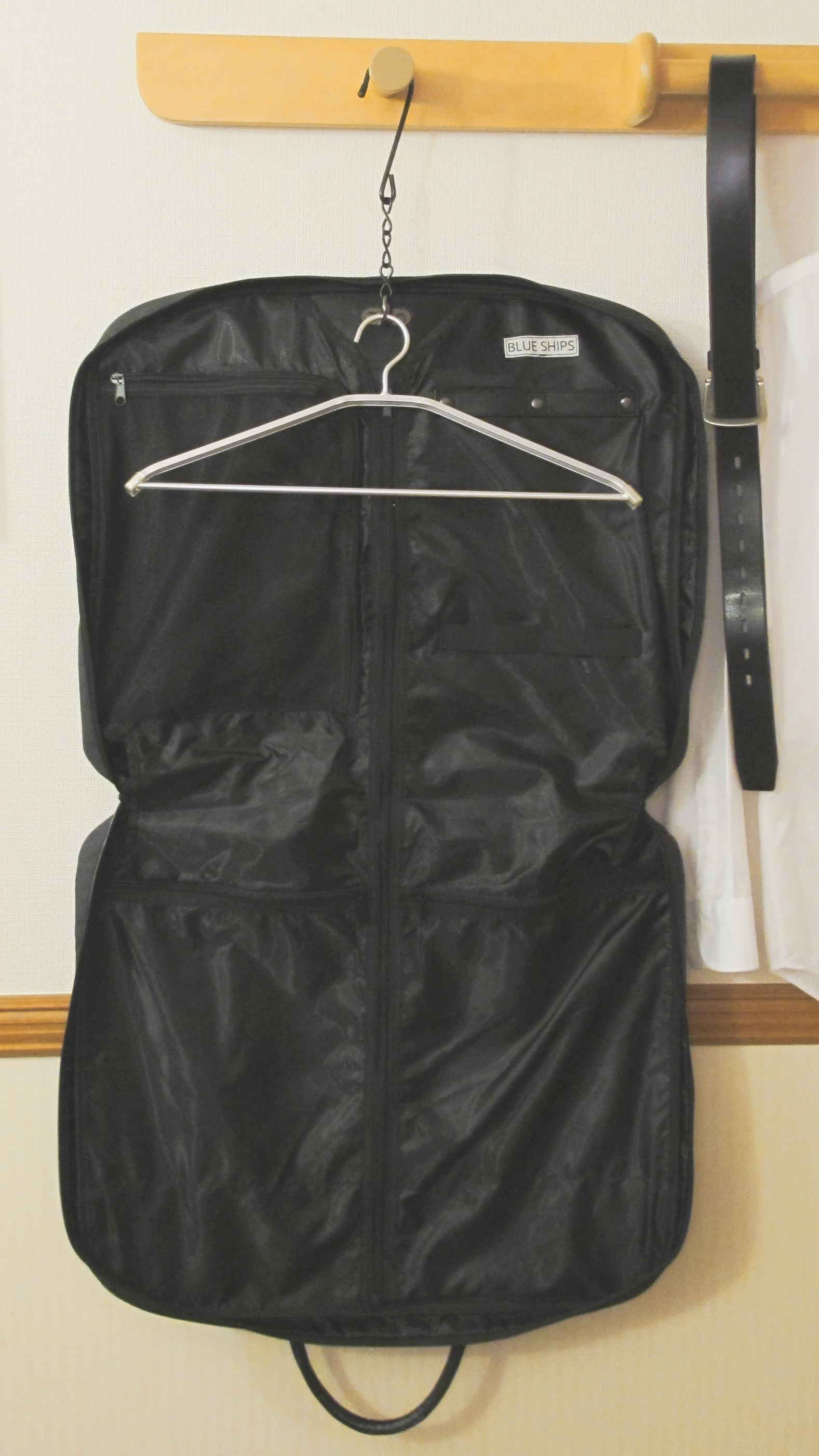
ガーメントバッグ
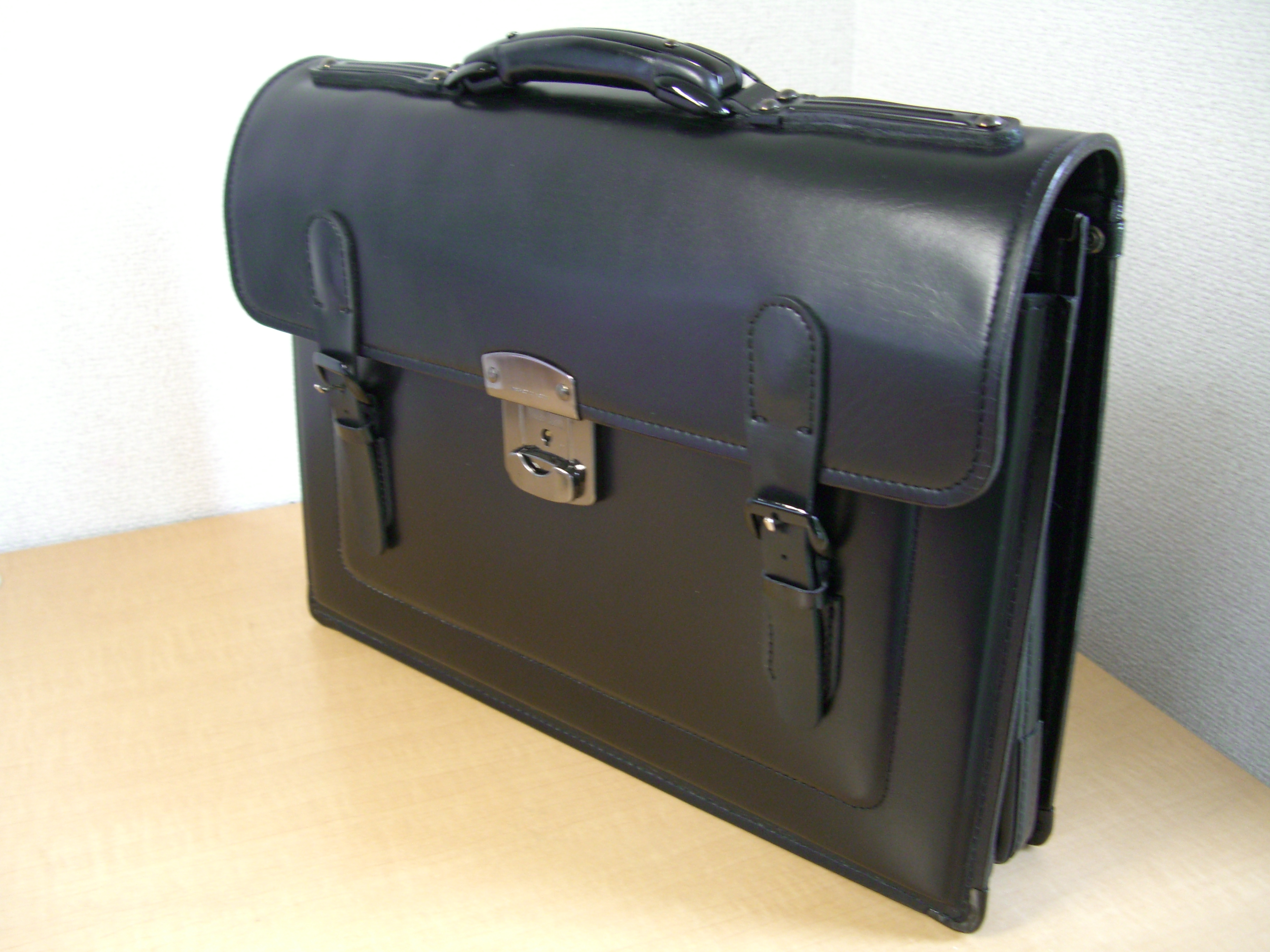
抱鞄（かかえかばん）の一例。手提げ式の学生鞄
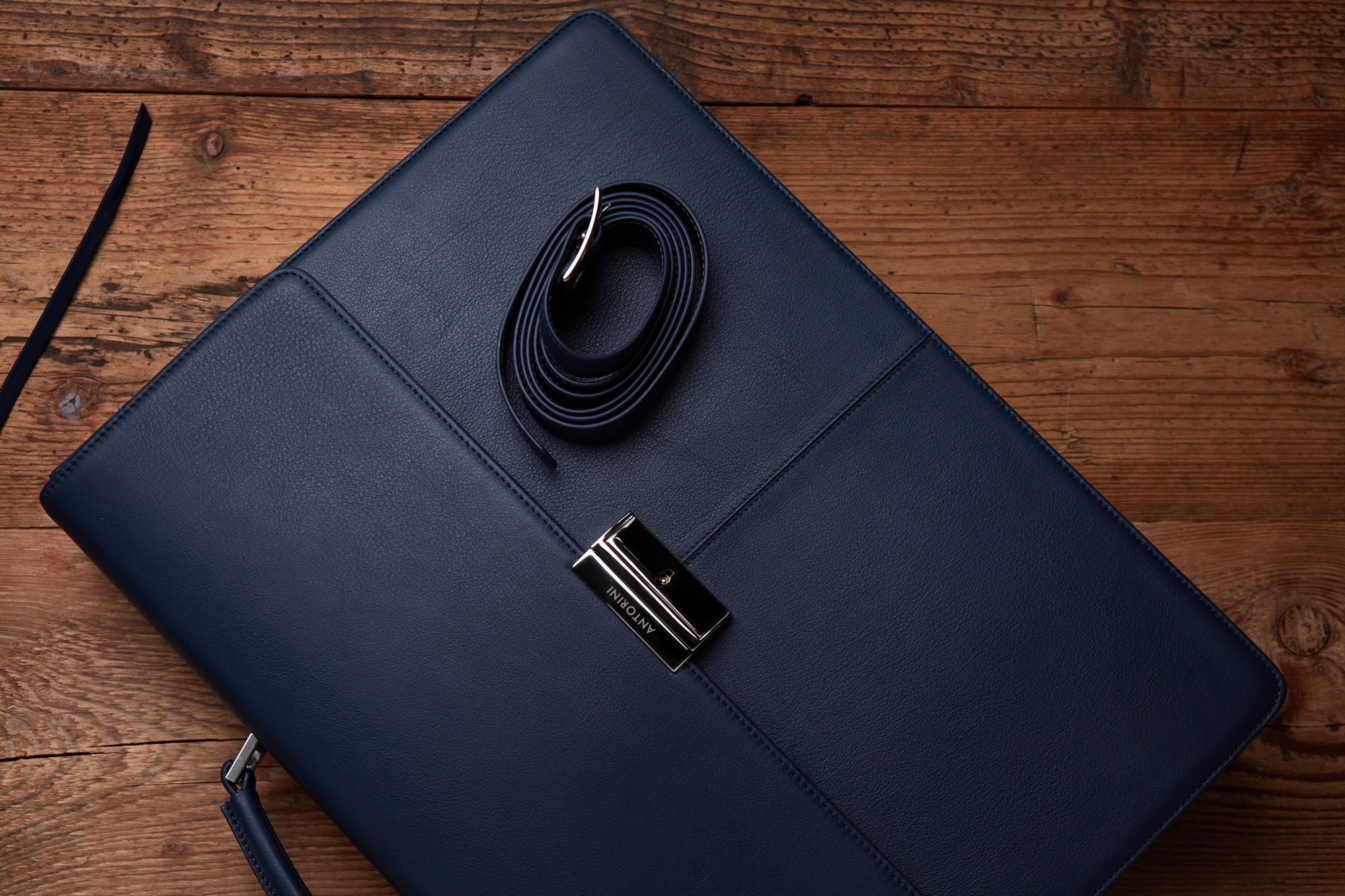
ブリーフケース。フランス語で「アタシェケース」、英語なまりで「アタッシュケース」とも。
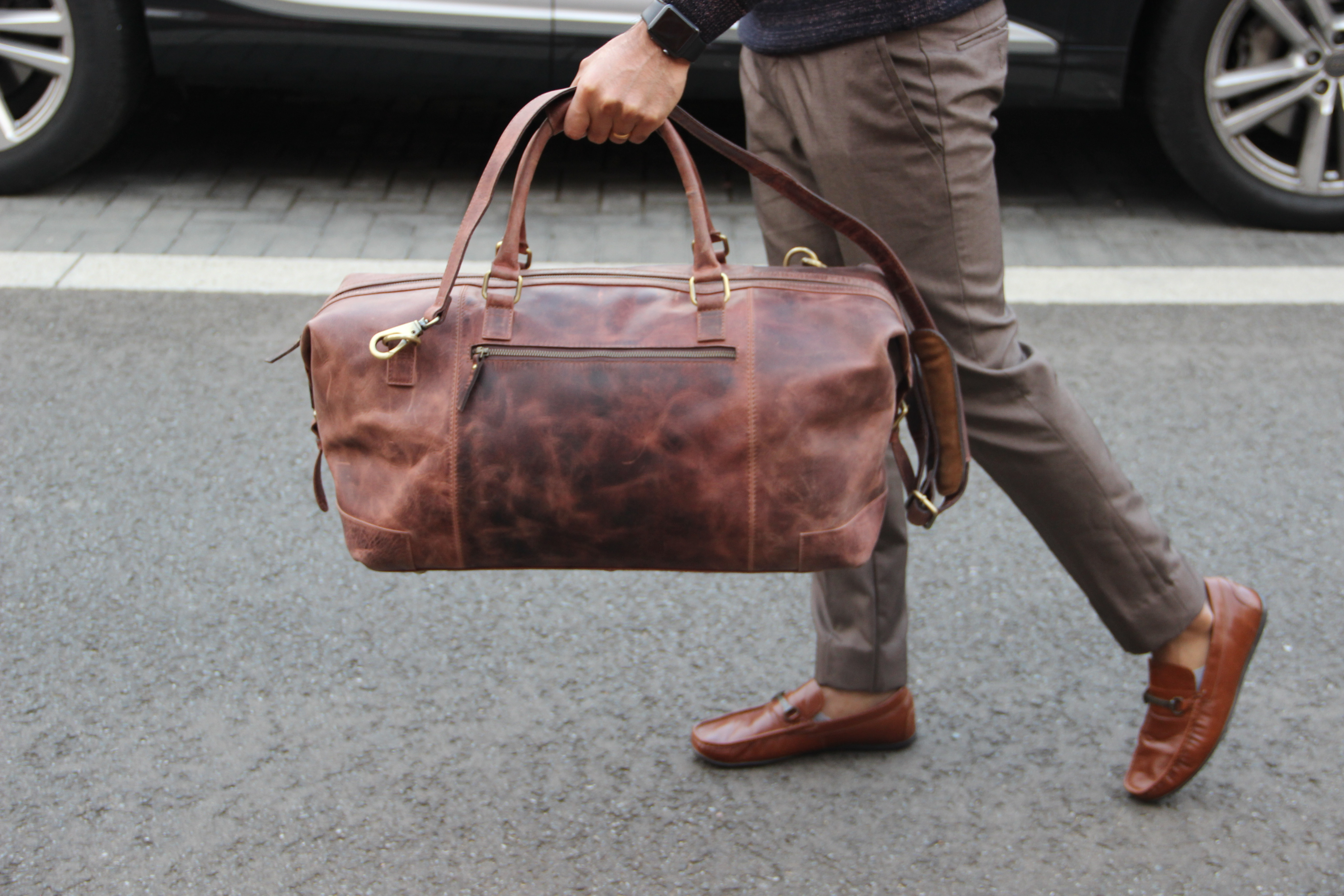
手に持つタイプのトラベルバッグ（旅行かばん）
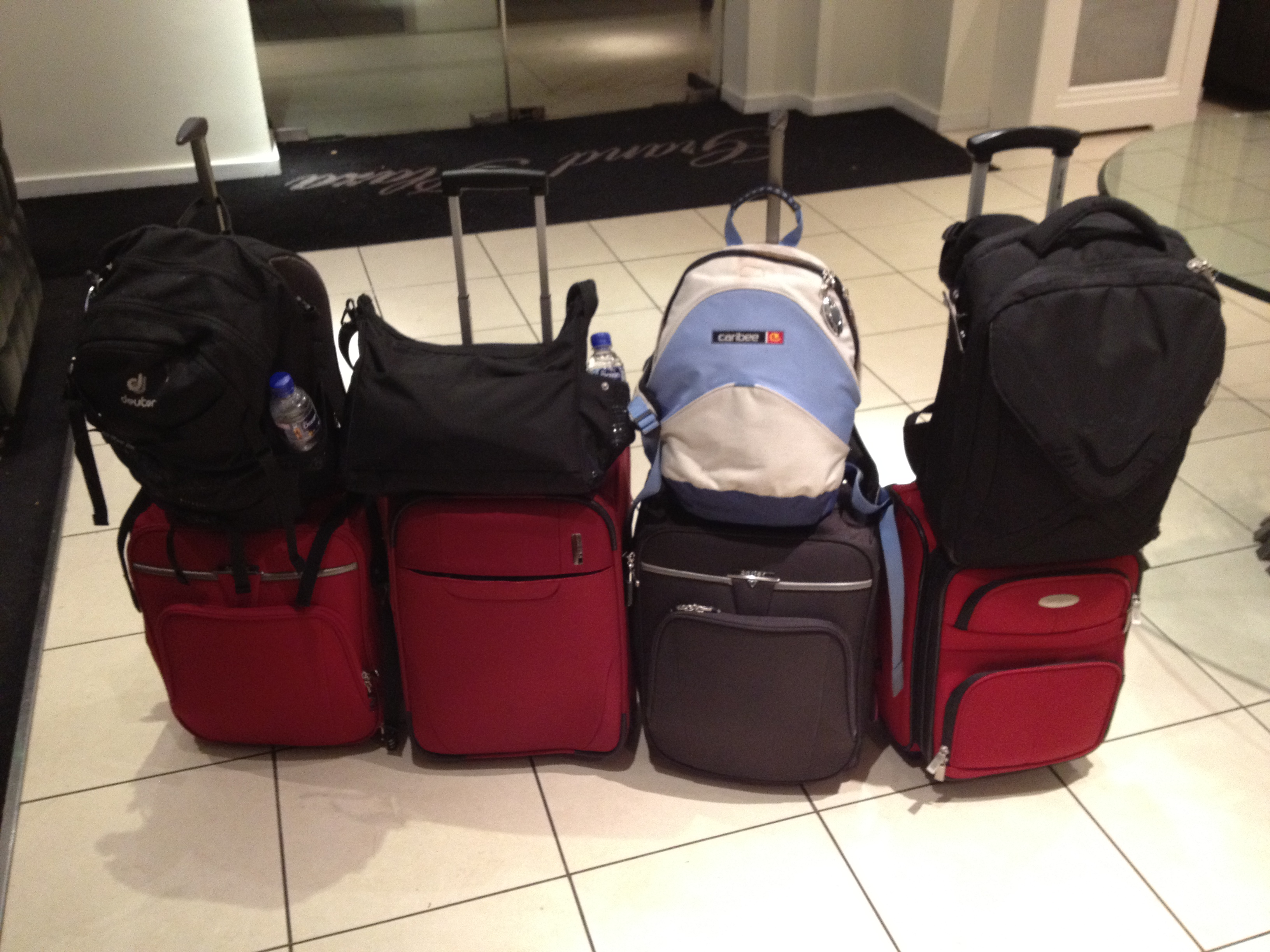
旅行によく使われるトロリーバッグ

#### スリーウェイ
スリーウェイバッグ（3WAYバッグ）
広く、手で持つ・肩にかける・背負うの3通りの携行方法のある鞄の総称である。ハバサック（第二次大戦中の米軍用行嚢）がこの一つ。

### 使用目的による分類
学生鞄
学生が教科書類を運ぶための鞄。狭義では、革製の抱鞄を指すが、広義には肩に斜めがけする布製のショルダーバッグも指しうる。
楽器ケース
ヴァイオリンやトランペットなどの楽器を入れるための鞄。衝撃を受けると楽器の破損につながるので頑丈な“ハードケース”。
キューケース
キューを収納するための鞄。
ゴルフバッグ
ゴルフ道具（クラブやシューズなど）を入れるための鞄をいう。
水泳バッグ
水泳用品（水着、スイムキャップ、ゴーグル、タオルなど）を入れるための巾着状の鞄をいう。プールバッグ、スイミングバッグともいう。
サドルバッグ
鞍やサドル、バイク・自転車に取り付ける鞄。
シザーバッグ（scissor pouch）
元々は美容師や花屋が鋏を入れるために使っていた小型の革製の鞄。現在は気軽な用途に使われている。ポーチの一種。
書道ケース
書道の道具を収納するための鞄。
ショッピングバッグ
買い物袋のこと。買い物時に持ち帰り用として店が提供または客が持参する、取っ手つきの紙袋・レジ袋・エコバッグなどの総称。紙製のものは、耐久性を増すためにビニールがかぶせられているものもある。英語では女性のホームレスを「ショッピングバッグ・レディ」と俗称するが、これは全財産をこのショッピングバッグ一つに入れて持ち歩いていることにちなむ。
スーツケーススーツなど洋服を入れて運搬するための中型ないし大型の鞄をいう。ハンガーに掛けたままの上下一着とワイシャツ・革靴、その他少々のみを収められる寸法のものは特にガーメントバッグ(garment bag)と呼ぶ。
スポーツバッグ
学生がスポーツ用品を運ぶためのバッグ。
タンクバッグ
オートバイの燃料タンク上に磁石でつける鞄を指す。手に持ったり肩から掛けて携行できるようにストラップが装備されている。
チョークバッグ
ロッククライミングのチョークを入れる時に使われていた鞄。現在は気軽な鞄として使われている。ウェストバッグに近い。
胴乱
野外で採集した昆虫、植物などを破損させず持ち歩くための、固めのかばん。肩からさげる。
ドキュメントケース
ブリーフケースを少し薄手にしたデザインでより書類ケースに特化したもの。ジッパー全開式で抜き手（伸び手）と呼ばれる本体に収納可能な取っ手が付くモデルが多い。書類を仕舞うための小型の鞄、A4サイズで薄型の革製。ケースやファイルに近い。
トラベルバッグ（旅行鞄）英: travel bag
旅行用の鞄。
トランク
大型のスーツケース。日本ではこの類として長持がある。
ハンドバッグ（英: handbag）
婦人が財布や化粧品などの小物を入れて携行する小型の鞄をいう。女性服（特にドレス）にはポケットが少ないことから、成人女性の多くが携行する。purse（英語版）（女性用の肩紐のないハンドバッグ）
ビジネスバッグ
広く、ビジネス用途のバッグの総称であり、一般的なビジネスマンやOLが使用するもの。
武器ケース
刀剣や弓、銃を収納するための鞄。
ブリーフケース
書類（brief）用の鞄をいう。用いるのは主にホワイトカラーの男性。時代とともに、書類以外の携行品を入れるためにマチ幅が広くなったり、携行の便宜のために肩掛け紐が付けられたものが生まれている。形は上記の抱え鞄によく似ているが、代表的な形状には、上部がファスナー式開口部となっているジップトップケース、上部開口部を蓋革（フラップ）が覆っているフラップトップケース、上部開口部が口金式となっているフーレムトップケース（ダレスバッグ）がある。倒れないように底に底鋲が付いていることが多い。
ミュージックケース
楽譜を入れるために用いていた鞄。
メッセンジャーバッグ
もともとメッセンジャーが使いやすいようにデザインされたバッグ。斜めがけしやすくて、容量がたっぷりのバッグ。
防弾鞄
ブリーフケース型の防弾盾を指す。用いるのは主にセキュリティポリス。超高強力ポリエチレン繊維製で、貫通力の高いトカレフTT-33等の高速弾や刃物を用いた襲撃に対する防護能力を備えている。

## 素材
素材は一般には、しなやかさ（flexibility）を備えた布や革などである。一方で、古くから籐や竹など固めの植物性素材も使われることがある。
布
鞄の素材として使われる布は、織った布の場合も、編んだものの場合もある。
繊維種は綿、麻、（20世紀なかばすぎからは）化学繊維など。近年は軽くて丈夫な炭素繊維も使われることがある。
革
さまざまな革が使われる。とくに制限があるわけではない。

人工皮革
20世紀後半から化学素材が安価に製造できるようになったので人工皮革製のカバンも増えた。革より安価に入手して革のように見せたい場合に使われる。
他
紙製の紙かばんも物品販売に使われている。20世紀後半以降はポリ塩化ビニル、金属などが素材として使われることもある。表面にビーズが用いられることもある。

## かばんづくり、かばん製造業
アマチュア

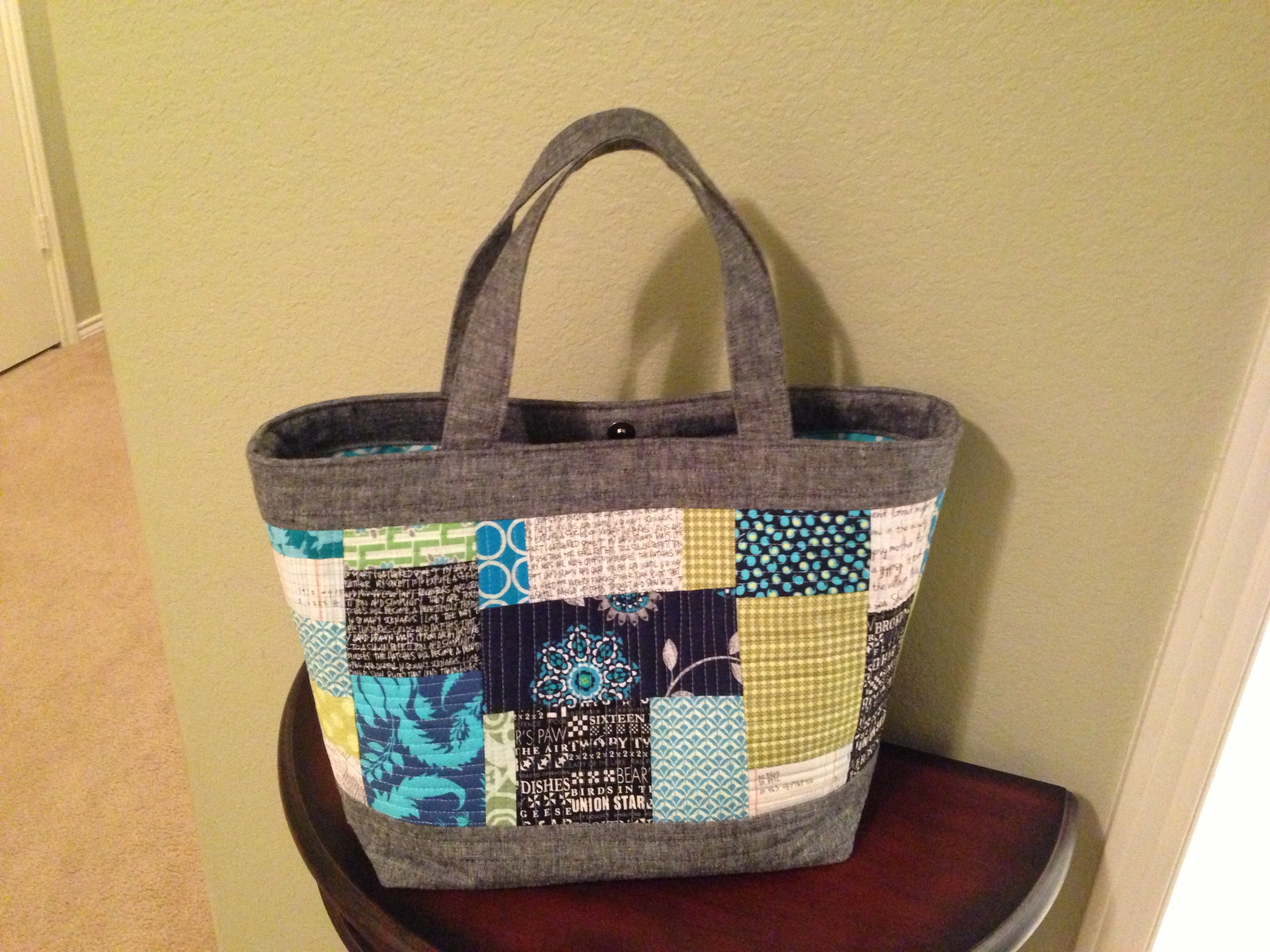
ハンドメイドしたカバン

世界各国の大人向けの裁縫教室で、布製の簡素なカバンづくりは入門的な題材の定番のひとつとして扱われていて、日本の裁縫教室でも同様である。日本の小学生の家庭科でもかばん作りが行われる。
プロ
鞄を作る産業をかばん製造業と言う。
日本標準産業分類では小分類「206 かばん製造業」、細分類「2061 かばん製造業」となっている。スーツケース，手提かばん，トランク，かかえかばん，ランドセル，肩掛かばん，書類入れ，スポーツ用バッグ，楽器用ケース，化粧用ケース，光学器具用ケース，携帯ラジオ用ケースなどを製造している事業者が該当するという。
世界で鞄を多く輸出している国は、「旅行用品とハンドバッグ　travel goods and handbags」という括りの2022年の金額ベースの統計では、国別でいうと中国が圧倒的に多く、次いでフランス、イタリア、ベトナムの順になっている。 
フランス、イタリアは1970年代などから若い女性向けのブランド品の鞄の輸出が伸びていた。
日本で特にカバンの製造が多いのは東京、大阪、名古屋、兵庫県豊岡で、これは「四大鞄産地」と呼ばれていて、中でも豊岡が最大級。豊岡はもともと柳行李の生産地だった。
なお、かばん製造業者は中小企業や小規模な店舗が多い。

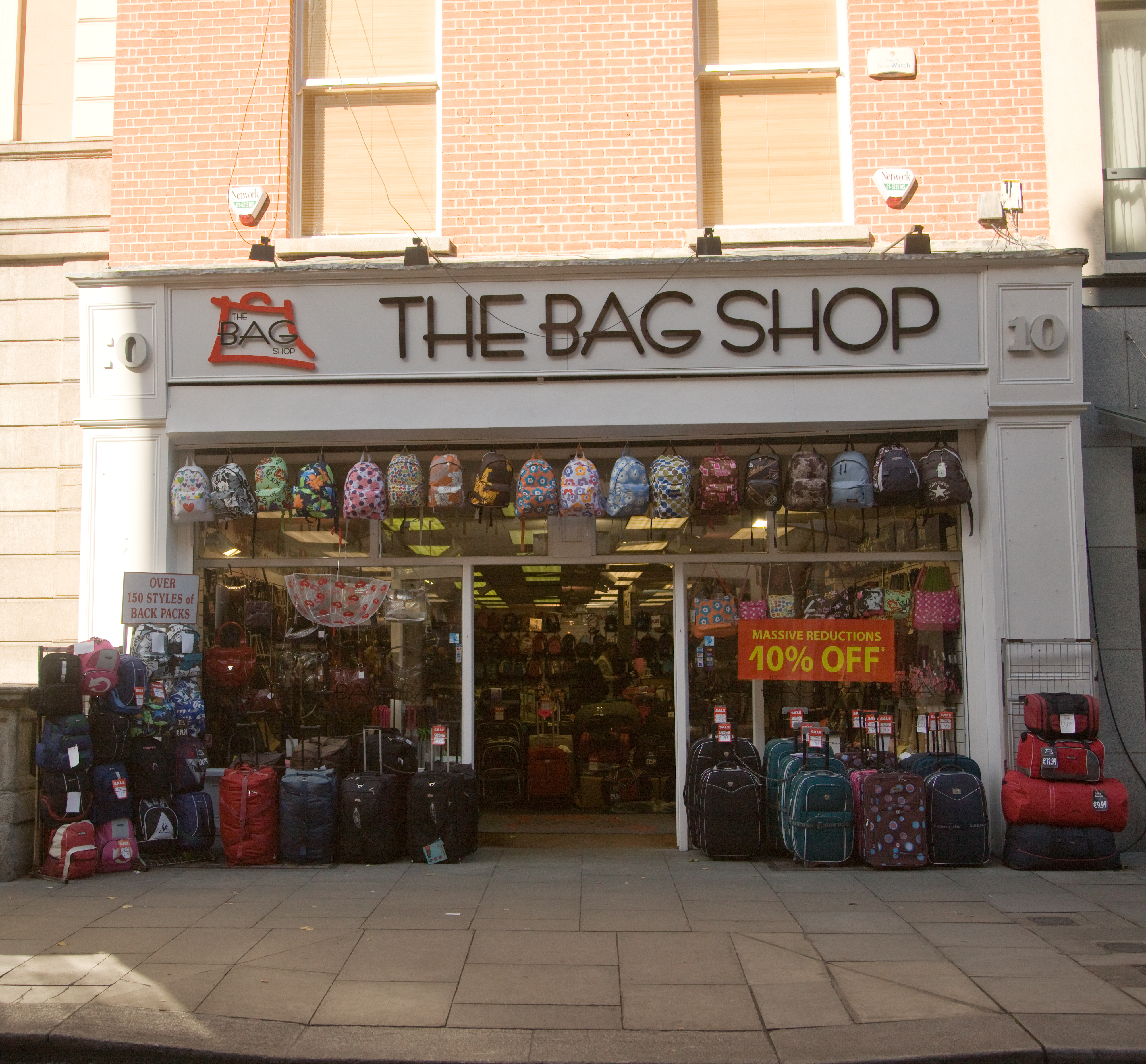
カバン専門店

## 市場規模
世界のカバン市場の規模は2024年で538億ドル規模である。カバンの世界市場は毎年 約7% 成長している。

## 日本と鞄
日本に革鞄が導入されたのは、一説には、フランスに滞在していた商人山城屋和助が1873年（明治6年）に持ち帰り、職長森田直七が模倣して作ったのが初めてと言われる
が、東京鞄商工同業組合沿革史ではこの説を否定している。
なお、日本では家庭用品品質表示法の適用対象となっており雑貨工業品品質表示規程に定めがある。

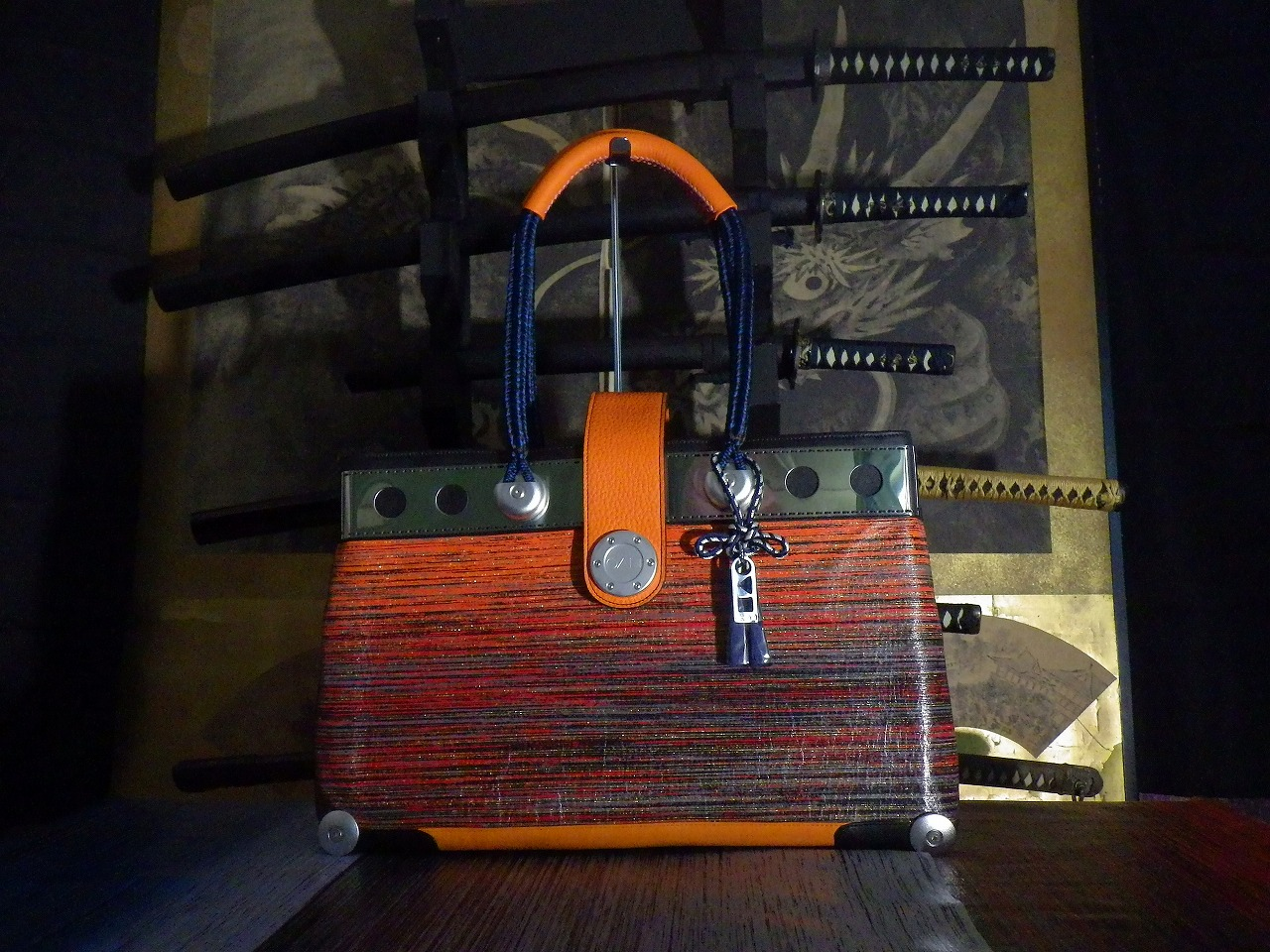
日本産の素材のみで作られたトートバッグ（Den corporation製）。
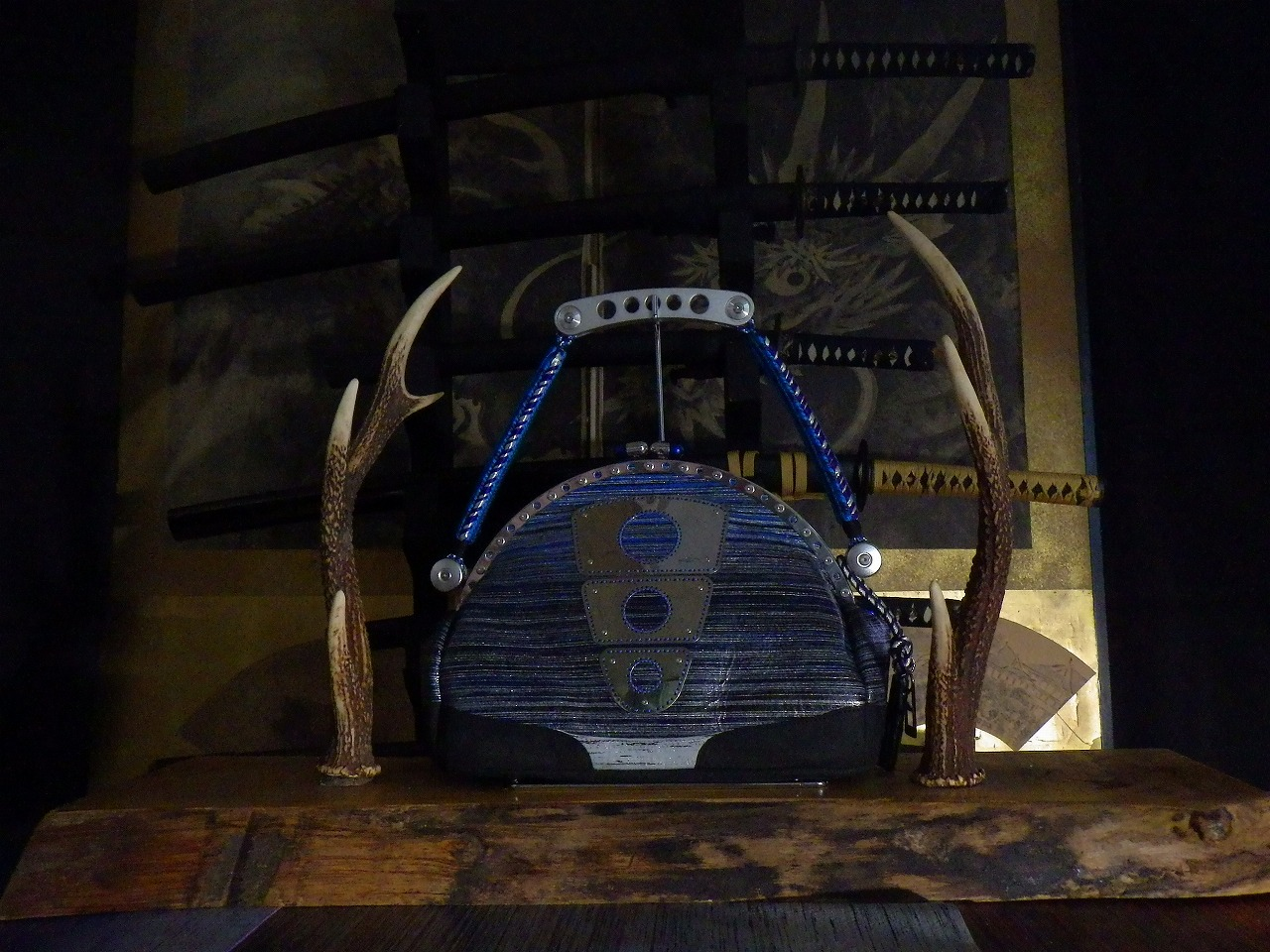
京和鹿の革と西陣織を使った日本製のバッグ。（やはりDen製。イタリアのミペル・ザ・バッグショーで高評価を得たという）